# Andre Mairock
Andre Mairock (* 16. April 1902 in Sontheim als Andreas Mairock; † 4. November 1968 in Günding bei Dachau) war ein deutscher Schriftsteller und veröffentlichte insgesamt etwa 40 Heimatromane.

## Leben
Mairock war das zweite Kind des Maurermeisters Andreas Mairock und dessen zweiter Frau Regina, geb. Gansohr. Sein Vater hatte im Jahr 1884 das Anwesen in der Frechenrieder Straße 16 in Sontheim erworben und betrieb dort ein Baugeschäft. Nach dem Tod des Vaters im Jahr 1916 musste Mairock das Gymnasium in Memmingen verlassen und begann stattdessen eine Buchdrucker-Lehre bei der Druckerei Feiner, die das „Memminger Volksblatt“ herausgab. Wegen der schlechten Wirtschaftslage konnte er diesen Beruf nach Ende der Ausbildung jedoch nicht ausüben.
Daher entschied er sich für eine Ausbildung zum Organisten und Chorleiter. Er übersiedelte nach Ulm und besuchte zwischen 1923 und 1927 das dortige Musikseminar. Nach einer Kehlkopfoperation musste er sich neuerlich umorientieren und schrieb zunächst Zeitungsbeiträge. Im Jahr 1932 zog er nach Dachau und veröffentlichte 1935 mit „Die Falkenhofer“ einen ersten erfolgreichen Roman. Im Jahr 1962 zog er nach Günding um.
Er ist im Dachauer Ortsteil Mitterndorf begraben.

## Verfilmung
- 1956: Der Jäger vom Roteck – Regie: Hermann Kugelstadt